# 385 v.Chr.
Het jaar 385 v.Chr. is een jaartal volgens de christelijke jaartelling.

## Gebeurtenissen

### Perzië
- Het Perzische leger onder Pharnabazus tracht Egypte te heroveren. Farao Achoris krijgt hulp van de Atheense generaal Chabrias, hij laat in Memphis en Saqqara verdedigingswerken aanleggen. Een Egyptisch-Grieks huurlingenleger weet de Perzen tot staan te brengen.

### Griekenland
- Koning Agesilaüs II van Sparta verovert de vestingstad Mantinea. De bevolking wordt gedwongen in dorpen te leven.
- Democritus verklaart dat de Melkweg bestaat uit vele sterren.

### Italië
- Dionysius I van Syracuse stuurt 2000 Griekse hoplieten naar Illyrië, om met steun van koning Bardyllis een opstand in Epirus te onderdrukken.
- De Latijnse kolonie Satricum wordt gesticht.

## Geboren
- Mentor van Rhodos, Grieks huurlingengeneraal (waarschijnlijke datum)